# Koen Wesdorp
Koen Wesdorp (Bergen op Zoom, 9 november 1997) is een Nederlands voetballer die als middenvelder voor SV Spakenburg speelt.

## Carrière
Koen Wesdorp speelde in de jeugd van RBC Roosendaal, NAC Breda en Willem II, waar hij aanvoerder was van Jong Willem II. In 2018 sloot hij op amateurbasis aan bij Helmond Sport, maar in augustus kreeg hij een contract tot medio 2020 aangeboden. Wesdorp debuteerde voor Helmond Sport op 31 augustus 2018, in de met 1-1 gelijkgespeelde uitwedstrijd tegen Jong PSV. Hij begon in de basisopstelling en werd in de 80e minuut vervangen door Dylan de Braal. In de zomer van 2019 werd zijn contract bij Helmond ontbonden, en vertrok hij transfervrij naar ASWH.

### Statistieken
| Seizoen                        | Club           | Land           | Competitie     | Competitie | Competitie | Beker | Beker | Totaal | Totaal |
| Seizoen                        | Club           | Land           | Competitie     | Wed.       | Dlp.       | Wed.  | Dlp.  | Wed.   | Dlp.   |
| ------------------------------ | -------------- | -------------- | -------------- | ---------- | ---------- | ----- | ----- | ------ | ------ |
| 2018/19                        | Helmond Sport  | Nederland      | Eerste divisie | 15         | 0          | 0     | 0     | 15     | 0      |
| 2019/20                        | ASWH           | Nederland      | Tweede divisie | 0          | 0          | 0     | 0     | 0      | 0      |
| Carrièretotaal                 | Carrièretotaal | Carrièretotaal | Carrièretotaal | 15         | 0          | 0     | 0     | 15     | 0      |
| Bijgewerkt op 4 september 2019 |                |                |                |            |            |       |       |        |        |